# Gulmaral Yerkebayeva
Gulmaral Yerkebayeva (4 novembre 1995) è una lottatrice kazaka, specializzato nella lotta greco-romana.

## Palmarès
- Campionati asiatici

Doha 2015: bronzo nei 75 kg.
Bangkok 2016: bronzo nei 75 kg.
Nuova Delhi 2017: bronzo nei 75 kg.
Ulaanbaatar 2022: bronzo nei 76 kg.
- Giochi asiatici indoor e di arti marziali

Ashgabat 2017: argento nei 75 kg.